# أبو عمر (إدلب)
أبو عمر قرية سورية تتبع ناحية التمانعة في منطقة معرة النعمان في محافظة إدلب. بلغ عدد سكانها 129 نسمة في عام 2004 حسب إحصاء المكتب المركزي للإحصاء.